# Характерология
Характероло́гия (от др.-греч. χαρακτήρ, kharaktḗr — «черта, печать, чеканка, признак» и -λογία, -logía — «наука, учение») — раздел психологии, занимающийся изучением характера, описанием его типов, сущности, а также исследованием процессов его развития и самоформирования. 
Характерология в языкознании — направление лингвистической типологии, возникшее в XX веке в Пражском лингвистическом кружке.
Клиническая характерология — это отрасль медицинского, психологического, педагогического и гуманитарного знания, предметом которой является изучение характеров людей.
Термин «характерология» введён в 1867 году немецким философом Ю. Банзеном, однако изучению характеров уделялось внимание и в более раннее время.

## Происхождение термина
Термин «характерология» первым использовал в 1867 году немецкий философ Ю. Банзеном в своей книге «Очерки по характерологии» (нем. Веiträge zur Charakterologie).

## История развития

### Типологии характеров
Одна из первых попыток классификации характеров была осуществлена Платоном (этическая типология характеров). Основателем характерологии считается ученик Аристотеля древнегреческий учёный и писатель Теофраст, автор труда «Характеры». Трактат Теофраста содержал описание 31 типа, каждый из которых определялся на основе доминирования той или иной черты, впоследствии, в XVII в., его труды развивал Лабрюйер («Характеры»).
В первой половине XIX в. создатель френологии австрийский врач Ф. Галль предпринял попытку научного обоснования классификации характеров (перечислил 27 психических способностей из которых слагается характер).
Свои описания характеров, опираясь на теорию о темпераментах, предлагали Вундт, Кант, Маккормик, Айзенк и др.
Начиная с XIX в. начинаются систематические попытки подвести научную базу под разнообразие психологических типов, появляются различные классификации характеров, литература о характере как психологическом феномене: Л. Клагеса (главный представитель характерологического направления немецкой психологии, «Принципы характерологии», 1910)), Ф. Лерша (учение о слоях характера), Ф. Джордано ("Характер с точки зрения тела и генеалогии человека), Ф. Полана («Психология характера»), Н. Лосского, В. Штерна («Психология индивидуальных различий»), П. Лесгафта (типология детских характеров), К. Г. Юнга, Э. Кречмера, классификации Крепелина, Шнайдера, Сикорского, А. Ф. Лазурского В. Райха («Анализ характеров»); А. Кардинера, Д. Хонигмана, Д. Хсю, типология Г. Хейманса — Р. Ле-Сена и мн. др.
Большинство этих (и более ранних) классификаций строились по различным основаниям (главным образом, различаясь в вопросе о природной или социальной основе характера).

### СССР
В СССР в 1920—1930-е годы учение о характерах развивалось в основном в рамках педологии. В конце 1930-х годов все эти исследования были свёрнуты. В советской психологии получило распространение развитие социологического тезиса Выготского о раскрытии индивидуальных особенностей через взаимодействие с обществом: было принято считать, что характер есть результат воздействия общества, тогда как врождёнными можно считать только различия на уровне темперамента (Ковалёв, Мясищев).
В 1956 году появляется фундаментальная работа Н. Д. Левитова «Психология характера».
В 1960-е годы, по мере возрождения интереса к индивидуальным особенностям человека, в том числе конституциональным, смещается и акцент в их исследовании. Речь уже идёт не о «характерологии», а о дифференциальной психологии, в которой проводится различие между психическими свойствами, состояниями и процессами (в западной психологии эти понятия обозначаются как психологические факторы, в нейронауке — как психические функции).

### Россия
В XXI веке М. Е. Бурно создал собственную методику «Терапия творческим самовыражением», из которой в дальнейшем появилась «характерологическая креатология», которая используется в России в педагогике, на пути самосовершенствования, в психологическом консультировании, в филологии и философии.

## Характерология в лингвистике
В Пражском лингвистическом кружке, возглавляемым В. Скаличкой, возникло направление лингвистической типологии, названное её авторами характерологией. Концепция характерологии в языкознании исходит из того, что из всех потенциально возможных структурно-типологических черт языка в каждом языке реализуются в основном взаимообусловленные или взаимоблагоприятные, при этом сочетание некоторых структурных свойств языка может быть нейтральным.
Термин «лингвистическая характерология» (чеш. lingvisticka charakterologie) впервые употребил В. Матезиус в статье «О jazykove spravnosti».
Характерологический подход к изучению языка появился вследствие становления национальных языков Западной Европы в качестве литературных.
В лингвистической характерологии полная совокупность взаимообусловленных признаков составляет общий тип (характер) языка и предопределяет степень относительной устойчивости его структуры.
На 1986 году научный статус лингвистической характерологии оставался не определённым и был предметом научной дискуссии. Хотя термин «характерология» разные лингвисты определяли по-разному, он часто встречался в профильной литературе.

## Классификации характеров
Каждому здоровому характеру в патологии соответствует врожденно-патологический характер (расстройство личности) или характер как крайний вариант нормы (акцентуация).
Классификации (типологии) характеров (включая классификации акцентуированных характеров, патологических характеров и социальные типы характеров) выдвигали многие учёные, развивая и уточняя характерологию:
- теория развития личности (психосексуальное развитие) З. Фрейда (1917)
- типология К. Юнга (экстраверсия-интроверсия) (1921)
- классификация личностей А. Ф. Лазурского (низший, средний и высший уровни) (1921)[23]
- конституциональная классификация Э. Кречмера (циклотимики и шизотимики) (1921)
- классификация психопатий П. Б. Ганнушкина (1933)
- система соматотипирования У. Шелдона (1940)
- типология Майерс — Бриггс (1940-е)
- социальные типы характеров Э. Фромма (1947)
- 16-факторная модель личности Р. Кеттелла (1949)
- модель DISC (1950-е)
- биоэнергетический анализ А. Лоуэна (1958)
- трёхфакторная теория личности Г. Айзенка («Круг Айзенка») (1959)
- классификация акцентуированных характеров К. Леонгарда (1968)
- классификация подростковых акцентуированных характеров А. Е. Личко (1977)

Современные классификации характеров:
- модель «Большая пятёрка» (1981)
- классификация характеров М. Е. Бурно[22] (1989)
- типология личностей Нэнси Мак-Вильямс (1994)
- методика «7 радикалов» В. В. Пономаренко[24] (2004)

## Практическое применение
Идеи характерологии лежат в основе психологического тестирования, используется в конфликтологии и в управлении персоналом. Тесты на определение характера и темперамента: личностные опросники, типологии.